# لوح مالکیت (صفحه کتاب)

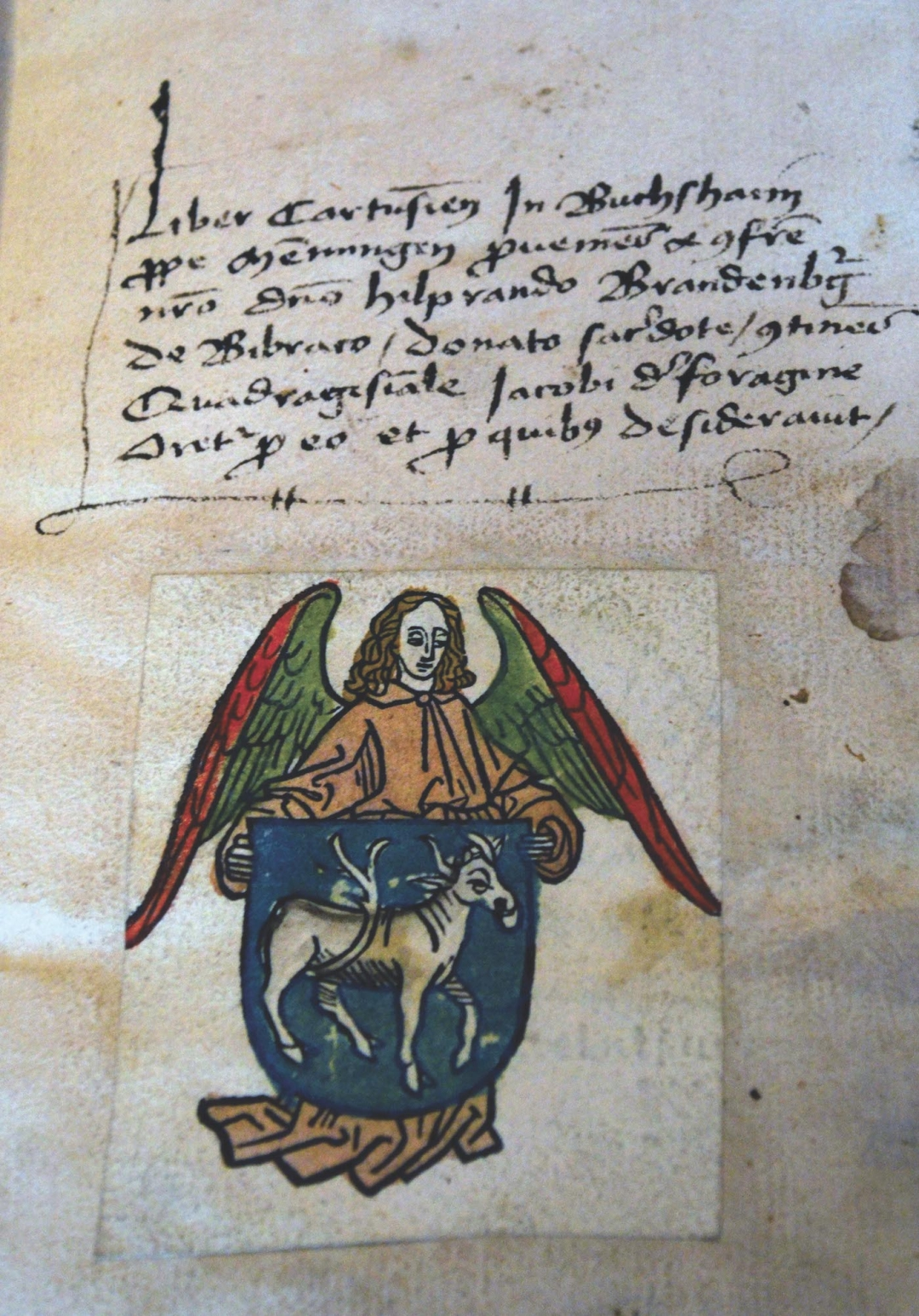
لوح مالکیت برای هیلدبراند براندنبورگ از بیبراخ، حکاکی روی چوب، جوهر چاپ سیاه، و رنگ آمیزی دستی روی کاغذ (آلمان، ۱۴۸۰).

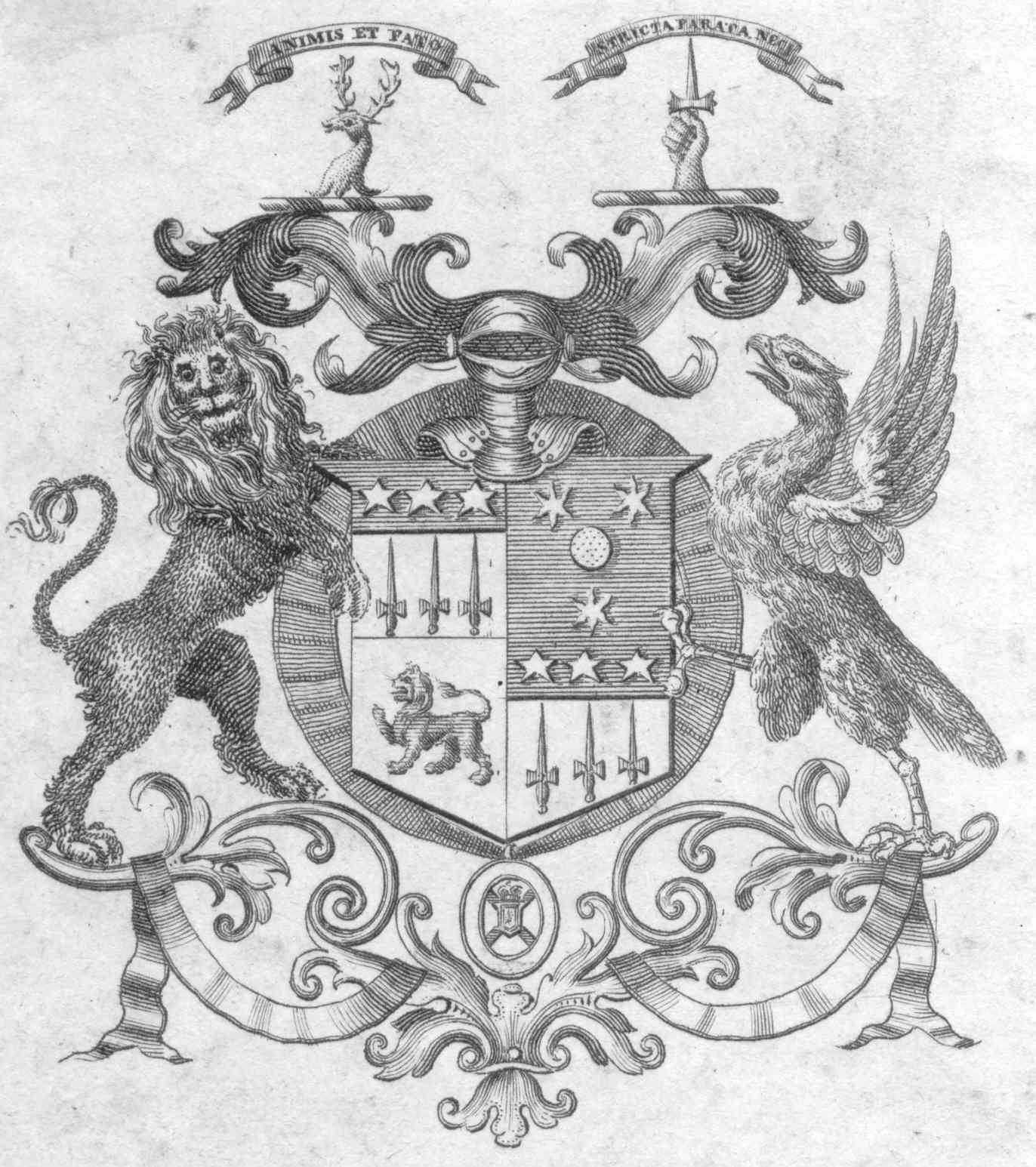
سر پاتریک (پیتر) باج موری Threipland 4th Bt. قلعه فینگاسک (۱۷۶۲–۱۸۳۷). برگرفته از نسخه ای از کتاب دعای مشترک ۱۷۶۱

لوح مالکیت (به لاتین: ex-librīs به معنی «از کتاب‌ها»)، در سنت کتاب‌سازی اروپایی یک برچسب چاپی یا تزئینی است که در یک کتاب اغلب جلوی صفحه انتهایی آستربدرقه، چسبانده می‌شود تا مالکیت کتاب را نشان دهد. لوح‌های چاپی ساده را «برچسب کتاب» (book labels) می‌نامند.
لوح‌های مالکیت کتاب اغلب دارای نقش‌هایی هستند که مربوط به صاحب کتاب است، مانند نشان خانوادگی، یا شعار یا طرحی که به سفارش مالک، توسط یک هنرمند یا طراح ساخته شده است. نام مالک معمولاً در کتیبه‌ای به دنبال عبارتی مانند "از کتاب‌های …" یا "از کتابخانه …" یا به لاتین " ex libris " آمده‌ است. در صنعت کتاب‌داری لوح‌های مالکیت شواهد مهمی برای منشأ کتاب‌ها هستند.
سنتی‌ترین تکنیکی که برای ساخت لوح‌های مالکیت استفاده می‌شود، حکاکی برین است. سپس ماتریس مس حکاکی شده با یک دستگاه پرس که بر روی کاغذ چاپ شده که چاپ حاصل می‌تواند برای نشان دادن مالکیت در کتاب چسبانده شود.
مهرهای جوهری که مستقیماً روی کتاب‌ها درج می‌شوند، توسط کتاب‌دوستان به‌عنوان لوح‌های مالکیت در نظر گرفته نمی‌شوند، زیرا به کتاب‌ها آسیب می‌رسانند و ارزش بازارشان را از دست می‌دهند (از این رو کتابخانه‌های عمومی از آن‌ها برای جلوگیری از سرقت استفاده می‌کنند).